# 小園海斗
小園 海斗（こぞの かいと、2000年6月7日 - ）は、兵庫県宝塚市出身のプロ野球選手（内野手）。右投左打。広島東洋カープ所属。
妻はモデルの渡辺リサ。

## 経歴

### プロ入り前
宝塚市立逆瀬台小学校1年時に宝塚リトルで野球を始め、宝塚市立光ガ丘中学校では枚方ボーイズでプレー、3年時に全国優勝を経験。同期には藤原恭大がいた。侍ジャパンU-15に選ばれ、松山坊っちゃんスタジアムで行われたアジアチャレンジマッチ2015に出場した。
報徳学園高校進学後は1年春からベンチ入りし、同夏からレギュラーで2年春のセンバツ出場、4強進出。同年夏は県予選で敗退。その後2年生時に選出された侍ジャパンU-18では正遊撃手も務めた。3年夏の甲子園では、聖光学院戦で大会タイ記録となる1試合個人3二塁打、8強に進出し、甲子園大会後の世界大会では2年連続で侍ジャパンU-18に選出された。
2018年10月25日に行われたドラフト会議では、オリックス・バファローズ、横浜DeNAベイスターズ、福岡ソフトバンクホークス、広島東洋カープの4球団から1位指名を受け、抽選の結果広島が交渉権を獲得。11月10日に契約金1億円プラス出来高払い・年俸800万円で仮契約を結んだ（金額は推定）。背番号は51。担当スカウトは高校の先輩でもある鞘師智也。

### 広島時代

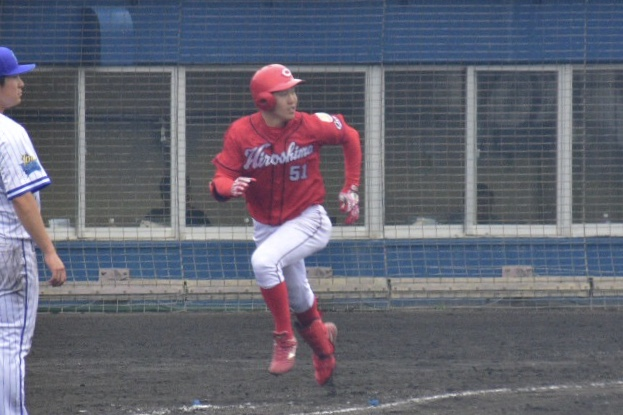
2019年2月24日、アトムホームスタジアム宜野湾にて

2019年は高卒新人ながら春季キャンプで一軍入りを果たしたが、これは広島の高卒新人野手としては1992年の徳本政敬以来、27年ぶりのことだった。同年2月24日に開催されたオープン戦の開幕戦・対横浜DeNAベイスターズ戦で4回から遊撃手として出場し、2打席目に山﨑康晃から左翼手前に安打を打つ。3月3日の埼玉西武ライオンズとのオープン戦では、3打席目に武隈祥太から右翼方向に本塁打を打つ。3月21日の対東京ヤクルトスワローズとのオープン戦でも石山泰稚から本塁打を打つ。高卒の新人選手がオープン戦で複数本塁打を放ったのは炭谷銀仁朗以来でドラフト制度導入後では2人目。6月20日の対千葉ロッテマリーンズ3回戦（マツダスタジアム）に「1番・遊撃手」で初先発出場し、1回裏の初打席で種市篤暉から初安打となる左前安打を放った。7月11日のフレッシュオールスターゲーム（楽天生命パーク宮城）では、イースタンの先発・吉田輝星から初回先頭打者本塁打を放つなど2安打1打点と活躍し、MVPを獲得した。7月26日の東京ヤクルトスワローズ戦では14試合42打席目でプロ初本塁打、初打点を記録し連勝に貢献した。球団高卒1年目での本塁打は1980年の長嶋清幸以来39年ぶり7人目。また、この試合では4安打を記録しており、高卒新人選手の1試合4安打は1993年に松井秀喜が記録して以来26年ぶり、球団では初であった。9月10日の中日ドラゴンズ戦では4号2点本塁打を放ち、紺田周三のもつ球団高卒新人の本塁打記録を塗り替えた。最終的に高卒1年目ながら58試合に出場し、打率.213、4本塁打、16打点を記録。シーズン終了後の11月8日に初の契約更改交渉に臨み、200万円増の年俸1000万円で契約を更改した。
2020年は、一軍出場はわずか3試合となり、6打数無安打に終わった。ウエスタン・リーグでは66試合に出場し、打率.305、1本塁打、20打点を記録した。12月3日、200万円減となる推定年俸800万円で契約を更改した。
2021年は、4月22日に一軍登録されると17試合に出場し打率3割6分と好調だったが、5月17日にSARS-CoV-2の陽性判定を受け、感染拡大防止特例2021に基づき登録が抹消された（無症状で体調に異常はなく、自宅待機）。その後、隔離期間とファームでの調整を経て6月3日に一軍復帰した。新型コロナウイルス感染による離脱期間を除くと1年間を通して遊撃手のレギュラーを守り、自身初となる規定打席に到達。最終的に打率.298、5本塁打、35打点を記録。オフに、1300万円増となる推定年俸2100万円で契約を更改した。
2022年は、初めて開幕戦で先発出場するが、開幕からしばらく打率が1割台に落ち込み打撃不振に陥る。そんな中で、4月24日の横浜DeNAベイスターズ戦で同点の延長10回に一死満塁で三嶋一輝から犠飛を放ち、自身初のサヨナラ打を放った。5月に入ると打率.360を記録するなど徐々に復調を見せる。8月10日のヤクルト戦で2年連続100安打を記録するが、8月16日には前年に続きSARS-CoV-2に感染し一時離脱した。このシーズンは自己最多の127試合に出場し、打率.266、7本塁打、38打点を記録。10月26日、「左示指（左人差し指）軟部腫瘍（神経線維腫）摘出術」を受けた。12月6日、1900万円増の推定年俸4000万円で契約を更改した。
2023年は、開幕戦で「1番・遊撃手」として出場し、4試合連続で先発出場するも安打が出なかった。4月16日の東京ヤクルトスワローズ戦で、石山泰稚から開幕から17打席目にして初安打となる三塁打を記録したものの、その後は安打が出ず、4月21日には一軍登録を抹消された。この期間、一軍では10試合に出場し、打率.053、0本塁打、0打点という成績であった。その後は、ウエスタン・リーグに出場し、打率.258、3本塁打、14打点という成績を残し、7月4日に再び一軍に昇格した。7月6日の阪神タイガース戦では村上頌樹から2回に先制となる2点本塁打を放つと、その後は徐々に打率を上げていき、9月・10月には打率.365を記録するなど、最終的には80試合に出場し、打率.286、6本塁打、31打点でレギュラーシーズンを終えた。また盗塁も後半戦だけで8個決め、自己最高を更新した。チームは2位となり、チームはクライマックスシリーズに進出。ファーストステージでは目立った活躍はできなかったが、チームがファイナルステージに進出すると、0勝3敗で日本シリーズの出場権は逃したものの、両チームを通じて唯一となる3試合連続複数安打を記録。10月19日の試合では先制点となる左前適時打を記録した。10月24日に野球日本代表（侍ジャパン）へのプロ初選出が発表され、11月開催のアジアプロ野球チャンピオンシップに全4試合遊撃手でフル出場、打率.412（17打数7安打）の好成績を残し、優勝に貢献した。オフには1400万円増の推定年俸5400万円で契約を更改した。
2024年は、5月7日の阪神戦（甲子園）でプロ初の4番打者として先発出場した。5月は、打率.368、1本塁打、15打点、8度の勝利打点を記録するなどの活躍で、月間MVPを初受賞した。同年は71試合で4番打者を務めるなど全143試合に出場し、打率.280、2本塁打、61打点を記録。この年は遊撃手を矢野雅哉に譲り、三塁手としての出場が最も多い年となった。前年に続き侍ジャパンに選出され臨んだ11月の国際野球大会WBSCプレミア12では初戦より6試合連続安打、11月21日の対米国代表戦では2打席連続本塁打を含む3安打7打点をマークするなど活躍。1999年以来の国際大会における日本人プロ野球選手の最多打点記録を更新し、大会ベストナインに選出。11月29日に、背番号が5へ変更されることが発表された。12月12日、3600万円増となる推定年俸9000万円で契約を更改した。

## 選手としての特徴
50メートル走5秒8の俊足、高校通算38本塁打の打力、深い守備位置からアウトにできる肩の強さと、走攻守三拍子が高いレベルで揃った選手。遠投110メートル。
高校時代から日本一の遊撃手になることを目標に掲げていたが、二塁や三塁の守備もこなすようになり日本代表でもユーティリティ性を発揮している。

## 人物・エピソード
愛称は「ゾノ」など。
頬を覆うサイズの大きなアイブラックがトレードマークになっているが、これは元同僚の鈴木誠也が落書きしたものを型にして作られている。
2021年1月25日に、結婚したことが球団から発表された。この時点では結婚相手の年齢や氏名などの情報を一切公表していなかったが、『週刊文春』2021年2月11日号において、相手はモデルの渡辺リサであると報じられた。その後、2022年11月8日に渡辺が自身のInstagramで「突然ですが顔出し解禁します」として夫婦写真を公開し、夫が小園であることを公表した。小園は渡辺について「帰ったらご飯もありますし、感謝しかない。サポートをしてもらっている。それは当たり前じゃないので。野球を頑張って、恩返しができたらなと思います」と語っている。
E-girlsのファンを公言している。
山田哲人は宝塚リトルの先輩にあたり、毎年オフシーズンには山田らヤクルト勢と合同自主トレを行っている。
広島県尾道市出身である手島章斗の「カイト」という自身の名と同じ楽曲を見つけ、2023年より登場曲で使用している縁で、2024年の開幕にあわせ公開されたミュージックビデオに自ら出演。
THE RAMPAGE from EXILE TRIBEの武知海青とは小学校・中学校の先輩後輩の関係。

## 詳細情報

### 年度別打撃成績
| 年 度     | 球 団     | 試 合 | 打 席 | 打 数 | 得 点 | 安 打 | 二 塁 打 | 三 塁 打 | 本 塁 打 | 塁 打 | 打 点 | 盗 塁 | 盗 塁 死 | 犠 打 | 犠 飛 | 四 球 | 敬 遠 | 死 球 | 三 振 | 併 殺 打 | 打 率 | 出 塁 率 | 長 打 率 | O P S |
| --------- | --------- | ----- | ----- | ----- | ----- | ----- | -------- | -------- | -------- | ----- | ----- | ----- | -------- | ----- | ----- | ----- | ----- | ----- | ----- | -------- | ----- | -------- | -------- | ----- |
| 2019      | 広島      | 58    | 197   | 188   | 17    | 40    | 9        | 0        | 4        | 61    | 16    | 1     | 0        | 2     | 0     | 6     | 1     | 1     | 42    | 1        | .213  | .241     | .324     | .565  |
| 2020      | 広島      | 3     | 6     | 6     | 0     | 0     | 0        | 0        | 0        | 0     | 0     | 0     | 0        | 0     | 0     | 0     | 0     | 0     | 1     | 0        | .000  | .000     | .000     | .000  |
| 2021      | 広島      | 113   | 481   | 449   | 65    | 134   | 18       | 6        | 5        | 179   | 35    | 4     | 4        | 12    | 4     | 13    | 1     | 3     | 57    | 7        | .298  | .320     | .399     | .718  |
| 2022      | 広島      | 127   | 511   | 473   | 57    | 126   | 12       | 6        | 7        | 171   | 38    | 2     | 2        | 8     | 5     | 24    | 2     | 1     | 76    | 11       | .266  | .300     | .362     | .662  |
| 2023      | 広島      | 80    | 306   | 290   | 25    | 83    | 11       | 7        | 6        | 126   | 31    | 8     | 4        | 4     | 0     | 10    | 1     | 2     | 38    | 7        | .286  | .315     | .434     | .749  |
| 2024      | 広島      | 143   | 588   | 540   | 52    | 151   | 15       | 3        | 2        | 178   | 61    | 13    | 9        | 7     | 5     | 30    | 6     | 6     | 53    | 6        | .280  | .322     | .330     | .651  |
| 通算：6年 | 通算：6年 | 524   | 2089  | 1946  | 216   | 534   | 65       | 22       | 24       | 715   | 181   | 28    | 19       | 33    | 14    | 83    | 11    | 13    | 267   | 32       | .274  | .306     | .367     | .674  |

- 2024年度シーズン終了時
- 各年度の太字はリーグ最高

### 年度別守備成績
| 年 度 | 球 団 | 二塁  | 二塁  | 二塁  | 二塁  | 二塁  | 二塁     | 三塁  | 三塁  | 三塁  | 三塁  | 三塁  | 三塁     | 遊撃  | 遊撃  | 遊撃  | 遊撃  | 遊撃  | 遊撃     |
| 年 度 | 球 団 | 試 合 | 刺 殺 | 補 殺 | 失 策 | 併 殺 | 守 備 率 | 試 合 | 刺 殺 | 補 殺 | 失 策 | 併 殺 | 守 備 率 | 試 合 | 刺 殺 | 補 殺 | 失 策 | 併 殺 | 守 備 率 |
| ----- | ----- | ----- | ----- | ----- | ----- | ----- | -------- | ----- | ----- | ----- | ----- | ----- | -------- | ----- | ----- | ----- | ----- | ----- | -------- |
| 2019  | 広島  | -     | -     | -     | -     | -     | -        | -     | -     | -     | -     | -     | -        | 55    | 57    | 113   | 9     | 22    | .950     |
| 2020  | 広島  | -     | -     | -     | -     | -     | -        | 1     | 0     | 4     | 0     | 0     | 1.000    | -     | -     | -     | -     | -     | -        |
| 2021  | 広島  | 3     | 1     | 1     | 0     | 0     | 1.000    | 3     | 0     | 2     | 0     | 0     | 1.000    | 113   | 149   | 281   | 10    | 60    | .977     |
| 2022  | 広島  | -     | -     | -     | -     | -     | -        | -     | -     | -     | -     | -     | -        | 127   | 190   | 315   | 13    | 65    | .975     |
| 2023  | 広島  | 16    | 18    | 35    | 3     | 9     | .946     | 29    | 1     | 17    | 1     | 1     | .947     | 63    | 84    | 155   | 5     | 32    | .980     |
| 2024  | 広島  | -     | -     | -     | -     | -     | -        | 128   | 72    | 174   | 12    | 17    | .953     | 29    | 34    | 74    | 3     | 11    | .973     |
| 通算  | 通算  | 19    | 19    | 36    | 3     | 9     | .948     | 161   | 73    | 197   | 13    | 18    | .954     | 387   | 514   | 938   | 40    | 190   | .973     |

- 2024年度シーズン終了時
- 各年度の太字はリーグ最高

### 表彰

#### NPB
- フレッシュオールスターゲームMVP：1回（2019年）
- 月間MVP：1回（打者部門：2024年5月[61]）
- 月間JERAセ・リーグAWARD（2024年5月）

#### 国際大会
- WBSCプレミア12オール・ワールド・チーム：1回（2024年）

### 記録
初記録
- 初出場・初先発出場：2019年6月20日、対千葉ロッテマリーンズ3回戦（MAZDA Zoom-Zoom スタジアム広島）、「1番・遊撃手」で先発出場
- 初打席・初安打：同上、1回裏に種市篤暉から左前安打
- 初本塁打・初打点：2019年7月26日、対東京ヤクルトスワローズ15回戦（明治神宮野球場）、3回表に高橋奎二から右越3ラン
- 初盗塁：2019年9月4日、対東京ヤクルトスワローズ22回戦（明治神宮野球場）、4回表に三盗（投手：小川泰弘、捕手：中村悠平）

その他の記録
- オールスターゲーム出場：2回（2022年、2024年）

### 背番号
- 51（2019年[8] - 2024年）
- 5（2025年[44] - ）

### 代表歴
- 2017 WBSC U-18ワールドカップ
- 第12回 BFA U-18アジア選手権大会 日本代表
- 2023 アジア プロ野球チャンピオンシップ 日本代表
- 2024 WBSCプレミア12 日本代表

### 登場曲
- 「Diamond Only」E-girls（2019年 - ）[62]
- 「READY GO」E-girls（2019年）
- 「シンデレラフィット」E-girls（2019年）
- 「ハピゴラ!」スダンナユズユリー（2020年）
- 「ずっと」DOBERMAN INFINITY（2021年 - 2024年）
- 「Buddy」平井大（2021年）
- 「雑草」ベリーグッドマン（2022年 - 2024年）
- 「それ以外の人生なんてありえないや」ベリーグッドマン（2022年）
- 「ミライチズ」夜のひと笑い（2022年）
- 「Anniversary」平井大（2022年）
- 「PAKU」asmi（2022年）
- 「LOVER」AAA（2022年）
- 「LALISA」LISA（2022年）
- 「LIVING IN THE DREAM」THE RAMPAGE from EXILE TRIBE（2022年 - 2024年）
- 「カイト」手島章斗（2023年 - 2024年）
- 「AMAZING LIFE」TEE & HIPPY（2024年）[63]
- 「Pure」EXILE（2024年）
- 「Starlight」THE RAMPAGE from EXILE TRIBE（2024年）

## 関連情報

### 出演
CM
- 中国電力 会員制WEBサイト「ぐっとずっと。クラブ」カープ応援メニュー（2022年 - 、広島ローカル）森下暢仁投手、坂倉将吾捕手と3人で出演
  - 2022年 「白星編」「バッテリー愛編」
  - 2023年 「ダンス篇」「続・バッテリー愛編」「続・バッテリー愛 三角関係編」
  - 2024年 「勝ってコイコイ・パラパラ編」「続続・バッテリー愛・お誘い編」「続続・バッテリー愛・全部編」
- お好み焼き屋「電光石火」（2024年、広島ローカル）